# Diocesi di Kabankalan
La diocesi di Kabankalan (in latino Dioecesis Cabancalensis) è una sede della Chiesa cattolica nelle Filippine suffraganea dell'arcidiocesi di Jaro. Nel 2021 contava 763.507 battezzati su 954.384 abitanti. È retta dal vescovo Louie Patalinghug Galbines.

## Territorio
La diocesi comprende la parte meridionale della provincia filippina di Negros Occidental, costituita da 3 città e 8 municipalità: Kabankalan, Himamaylan, Sipalay, La Castellana, Moises Padilla, Isabela, Binalbagan, Ilog, Cauayan, Candoni e Hinoba-an.
Sede vescovile è la città di Kabankalan, dove si trova la cattedrale di San Francesco Saverio.
Il territorio si estende su 3.924 km² ed è suddiviso in 30 parrocchie.

## Storia
La diocesi è stata eretta il 30 marzo 1987 con la bolla Resonant usquequaque di papa Giovanni Paolo II, ricavandone il territorio dalla diocesi di Bacolod.

## Cronotassi dei vescovi
Si omettono i periodi di sede vacante non superiori ai 2 anni o non storicamente accertati.
- Vicente Macanan Navarra (21 novembre 1987 - 24 maggio 2001 nominato vescovo di Bacolod)
- Patricio Abella Buzon, S.D.B. (27 dicembre 2002 - 24 maggio 2016 nominato vescovo di Bacolod)
- Louie Patalinghug Galbines, dal 12 marzo 2018

## Statistiche
La diocesi nel 2021 su una popolazione di 954.384 persone contava 763.507 battezzati, corrispondenti all'80,0% del totale.
| anno | popolazione | popolazione | popolazione | presbiteri | presbiteri | presbiteri | presbiteri                | diaconi | religiosi | religiosi | parrocchie |
| anno | battezzati  | totale      | %           | numero     | secolari   | regolari   | battezzati per presbitero | diaconi | uomini    | donne     | parrocchie |
| ---- | ----------- | ----------- | ----------- | ---------- | ---------- | ---------- | ------------------------- | ------- | --------- | --------- | ---------- |
| 1990 | 631.199     | 736.292     | 85,7        | 36         | 20         | 16         | 17.533                    |         | 16        | 22        | 27         |
| 1999 | 615.828     | 757.702     | 81,3        | 40         | 33         | 7          | 15.395                    |         | 7         | 24        | 29         |
| 2000 | 830.370     | 971.932     | 85,4        | 40         | 33         | 7          | 20.759                    |         | 7         | 24        | 29         |
| 2001 | 636.286     | 706.984     | 90,0        | 38         | 33         | 5          | 16.744                    |         | 5         | 22        | 58         |
| 2002 | 644.810     | 716.456     | 90,0        | 47         | 40         | 7          | 13.719                    |         | 7         | 26        | 29         |
| 2003 | 688.676     | 765.194     | 90,0        | 47         | 42         | 5          | 14.652                    |         | 5         | 20        | 29         |
| 2004 | 553.057     | 614.508     | 90,0        | 45         | 40         | 5          | 12.290                    |         | 5         | 22        | 29         |
| 2006 | 574.000     | 638.000     | 90,0        | 52         | 47         | 5          | 11.038                    |         | 5         | 24        | 29         |
| 2011 | 634.000     | 703.000     | 90,2        | 47         | 45         | 2          | 13.489                    |         | 4         | 21        | 29         |
| 2013 | 657.000     | 728.000     | 90,2        | 49         | 48         | 1          | 13.408                    |         | 4         | 22        | 28         |
| 2016 | 710.834     | 888.542     | 80,0        | 55         | 54         | 1          | 12.924                    |         | 5         | 25        | 28         |
| 2019 | 753.823     | 942.279     | 80,0        | 61         | 60         | 1          | 12.357                    |         | 5         | 24        | 28         |
| 2021 | 763.507     | 954.384     | 80,0        | 58         | 58         |            | 13.163                    |         | 2         | 18        | 30         |